# Patriotas de San Juan 2016-2017
Questa voce raccoglie le informazioni riguardanti i Patriotas de San Juan nelle competizioni ufficiali della stagione 2016-2017.

## Organigramma societario
Area direttiva
- Presidente: José Luis Torres

Area tecnica
- Primo allenatore: Ramón Lawrence

## Rosa
| N° | Nome              | Ruolo | Data di nascita   | Nazionalità sportiva |
| -- | ----------------- | ----- | ----------------- | -------------------- |
| 1  | Josué Núñez       | C     | 9 maggio 1985     | Porto Rico           |
| 2  | José Mulero       | L     | 25 ottobre 1991   | Porto Rico           |
| 4  | Víctor Rivera     | S     | 30 agosto 1976    | Porto Rico           |
| 5  | Derwin Flores     | C     | -                 | Porto Rico           |
| 7  | Domingo González  | O     | 29 gennaio 1990   | Porto Rico           |
| 8  | Jonathan King     | C     | 12 agosto 1982    | Porto Rico           |
| 9  | Francisco Vélez   | O     | 27 settembre 1993 | Porto Rico           |
| 10 | Carlos Acosta     | S     | 22 settembre 1993 | Porto Rico           |
| 11 | Juan Miguel Ruiz  | P     | 24 aprile 1981    | Porto Rico           |
| 12 | Bolívar Bermúdez  | S     | -                 | Porto Rico           |
| 13 | Andrés Cruz       | S     | -                 | Porto Rico           |
| 14 | Jonathan Martínez | S     | 27 ottobre 1993   | Porto Rico           |
| 15 | Christian Torres  | P     | 2 agosto 1993     | Porto Rico           |
| 16 | Roberto Pérez     | S     | 28 aprile 1995    | Porto Rico           |
| 18 | Yasser Romero     | S     | 5 agosto 1979     | Porto Rico           |

## Mercato
| Acquisti | Acquisti          | Acquisti             | Acquisti   |
| R.       | Nome              | da                   | Modalità   |
| -------- | ----------------- | -------------------- | ---------- |
| C        | Josué Núñez       | Patriotas de Lares   | definitivo |
| L        | José Mulero       | Patriotas de Lares   | definitivo |
| S        | Víctor Rivera     | Changos de Naranjito | definitivo |
| C        | Derwin Flores     | Patriotas de Lares   | definitivo |
| O        | Domingo González  | Patriotas de Lares   | definitivo |
| C        | Jonathan King     | Mets de Guaynabo     | definitivo |
| O        | Francisco Vélez   | George Mason         | definitivo |
| S        | Carlos Acosta     | UPR Rio Piedras      | definitivo |
| P        | Juan Miguel Ruiz  | Gigantes de Carolina | definitivo |
| S        | Bolívar Bermúdez  | Patriotas de Lares   | definitivo |
| S        | Andrés Cruz       | -                    | definitivo |
| S        | Jonathan Martínez | Pfeiffer             | definitivo |
| P        | Christian Torres  | -                    | definitivo |
| S        | Yasser Romero     | -                    | definitivo |
| S        | Roberto Pérez     | Erskine              | definitivo |

| Cessioni | Cessioni | Cessioni | Cessioni |
| R. | Nome     | a        | Modalità |
| --- | -------- | -------- | -------- |
| Non sono avvenuti movimenti di mercato in uscita perché la società è stata fondata pochi mesi prima dell'inizio della stagione |          |          |          |

## Risultati

### LVSM

#### Regular season
| 1ª giornata - 20 ottobre 2016 Coliseo Roberto Clemente, San Juan          | Patriotas de San Juan    | 3 - 1 | Caribes de San Sebastián | 26-24, 25-16, 22-25, 25-22        |
| 2ª giornata - 22 ottobre 2016 Coliseo Gelito Ortega, Naranjito            | Changos de Naranjito     | 3 - 1 | Patriotas de San Juan    | 25-18, 25-20, 12-25, 25-18        |
| 3ª giornata - 28 ottobre 2016 Coliseo Mario Morales, Guaynabo             | Mets de Guaynabo         | 1 - 3 | Patriotas de San Juan    | 16-25, 18-25, 29-27, 21-25        |
| 4ª giornata - 30 ottobre 2016 Coliseo Tomás Dones, Fajardo                | Cariduros de Fajardo     | 0 - 3 | Patriotas de San Juan    | 16-25, 20-25, 21-25               |
| 5ª giornata - 2 novembre 2016 Coliseo Roberto Clemente, San Juan          | Patriotas de San Juan    | 3 - 0 | Gigantes de Carolina     | 25-13, 25-23, 25-23               |
| 6ª giornata - 3 novembre 2016 Coliseo Tomás Dones, Fajardo                | Cariduros de Fajardo     | 3 - 1 | Patriotas de San Juan    | 29-27, 17-25, 25-23, 27-25        |
| 7ª giornata - 10 novembre 2016 Coliseo Luis Aymat Cardona, San Sebastián  | Caribes de San Sebastián | 2 - 3 | Patriotas de San Juan    | 22-25, 25-23, 25-14, 22-25, 7-15  |
| 8ª giornata - 12 novembre 2016 Coliseo Roberto Clemente, San Juan         | Patriotas de San Juan    | 2 - 3 | Changos de Naranjito     | 25-21, 16-25, 22-25, 25-19, 11-15 |
| 9ª giornata - 17 novembre 2016 Coliseo Carmen Zoraida Figueroa, Corozal   | Plataneros de Corozal    | 0 - 3 | Patriotas de San Juan    | 13-25, 24-26, 20-25               |
| 10ª giornata - 19 novembre 2016 Coliseo Roberto Clemente, San Juan        | Patriotas de San Juan    | 1 - 3 | Indios de Mayagüez       | 12-25, 20-25, 25-23, 28-30        |
| 11ª giornata - 23 novembre 2016 Coliseo Guillermo Angulo, Carolina        | Gigantes de Carolina     | 0 - 3 | Patriotas de San Juan    | 20-25, 22-25, 19-25               |
| 12ª giornata - 26 novembre 2016 Coliseo Guillermo Angulo, Carolina        | Gigantes de Carolina     | 2 - 3 | Patriotas de San Juan    | 22-25, 25-22, 26-28, 25-22, 12-15 |
| 13ª giornata - 1º dicembre 2016 Coliseo Roberto Clemente, San Juan        | Patriotas de San Juan    | 3 - 0 | Plataneros de Corozal    | 25-17, 25-20, 25-21               |
| 14ª giornata - 3 dicembre 2016 Palacio de Recreación y Deportes, Mayagüez | Indios de Mayagüez       | 3 - 1 | Patriotas de San Juan    | 23-25, 25-22, 25-22, 25-18        |
| 15ª giornata - 8 dicembre 2016 Coliseo Roberto Clemente, San Juan         | Patriotas de San Juan    | 3 - 1 | Mets de Guaynabo         | 21-25, 25-21, 14-25, 25-18        |
| 16ª giornata - 10 dicembre 2016 Coliseo Roberto Clemente, San Juan        | Patriotas de San Juan    | 3 - 0 | Gigantes de Carolina     | 25-18, 25-20, 25-20               |
| 17ª giornata - 15 dicembre 2016 Coliseo Roberto Clemente, San Juan        | Patriotas de San Juan    | 3 - 0 | Cariduros de Fajardo     | 25-23, 25-19, 25-21               |
| 18ª giornata - 17 dicembre 2016 Coliseo Mario Morales, Guaynabo           | Mets de Guaynabo         | 3 - 2 | Patriotas de San Juan    | 25-18, 25-17, 21-25, 22-25, 15-10 |
| 19ª giornata - 23 dicembre 2016 Coliseo Roberto Clemente, San Juan        | Patriotas de San Juan    | 3 - 1 | Mets de Guaynabo         | 35-33, 18-25, 25-22, 25-22        |
| 20ª giornata - 29 dicembre 2016 Coliseo Roberto Clemente, San Juan        | Patriotas de San Juan    | 3 - 0 | Cariduros de Fajardo     | 25-20, 25-23, 25-23               |

#### Play-off
| Quarti di finale (gara 1) - 2 gennaio 2017 Coliseo Roberto Clemente, San Juan     | Patriotas de San Juan    | 2 - 3 | Mets de Guaynabo         | 20-25, 25-23, 23-25, 16-25        |
| Quarti di finale (gara 2) - 3 gennaio 2017 Coliseo Tomás Dones, Fajardo           | Cariduros de Fajardo     | 3 - 2 | Patriotas de San Juan    | 25-11, 14-25, 22-25, 27-25, 18-16 |
| Quarti di finale (gara 4) - 8 gennaio 2017 Coliseo Mario Morales, Guaynabo        | Mets de Guaynabo         | 1 - 3 | Patriotas de San Juan    | 25-22, 22-25, 21-25, 21-25        |
| Quarti di finale (gara 5) - 9 gennaio 2017 Coliseo Roberto Clemente, San Juan     | Patriotas de San Juan    | 3 - 2 | Cariduros de Fajardo     | 28-30, 25-18, 27-29, 25-22, 15-12 |
| Quarti di finale (spareggio) - 12 gennaio 2017 Coliseo Roberto Clemente, San Juan | Patriotas de San Juan    | 3 - 2 | Cariduros de Fajardo     | 14-25, 25-22, 25-20, 24-26, 18-16 |
| Semifinali (gara 1) - 15 gennaio 2017 Coliseo Roberto Clemente, San Juan          | Patriotas de San Juan    | 1 - 3 | Caribes de San Sebastián | 12-25, 25-21, 20-25, 24-26        |
| Semifinali (gara 2) - 17 gennaio 2017 Coliseo Luis Aymat Cardona, San Sebastián   | Caribes de San Sebastián | 3 - 0 | Patriotas de San Juan    | 25-22, 25-22, 25-22               |
| Semifinali (gara 3) - 19 gennaio 2017 Coliseo Roberto Clemente, San Juan          | Patriotas de San Juan    | 0 - 3 | Caribes de San Sebastián | 18-25, 15-25, 23-25               |
| Semifinali (gara 4) - 21 gennaio 2017 Coliseo Luis Aymat Cardona, San Sebastián   | Caribes de San Sebastián | 3 - 2 | Patriotas de San Juan    | 25-21, 25-21, 26-28, 22-25, 19-17 |

## Statistiche

### Statistiche di squadra
| Competizione | Punti | In casa | In casa | In casa | In trasferta | In trasferta | In trasferta | Totale | Totale | Totale |
| Competizione | Punti | G       | V       | P       | G            | V            | P            | G      | V      | P      |
| ------------ | ----- | ------- | ------- | ------- | ------------ | ------------ | ------------ | ------ | ------ | ------ |
| LVSM         | 42    | 15      | 10      | 5       | 14           | 7            | 7            | 29     | 17     | 12     |
| Totale       | -     | 15      | 10      | 5       | 14           | 7            | 7            | 29     | 17     | 12     |

G = partite giocate; V = partite vinte; P = partite perse